# Mályi
Mályi község Borsod-Abaúj-Zemplén vármegyében, a Miskolci járásban.

## Fekvése
A megyeszékhely Miskolc déli szomszédságában helyezkedik el, a város központjától mintegy 11 kilométerre. Miskolccal ténylegesen csak északnyugati külterületeinél határos; a további szomszédos települések: észak-északkelet felől Kistokaj, kelet felől Sajólád, dél és délnyugat felől pedig Nyékládháza.

### Megközelítése
Legfontosabb közúti megközelítési útvonala a 3-as főút, mely keresztülhalad a központján. Északi széle mellett elhalad a 3603-as út, nyugati határszélét pedig érinti még a 2515-ös út is.
A hazai vasútvonalak közül a Budapest–Sátoraljaújhely-vasútvonal érinti, melynek azonban nincs megállási helye a határai közt, a legközelebbi vasúti csatlakozási lehetőséget így Nyékládháza vasútállomás kínálja, néhány kilométerre délre.

## Története
A település már a honfoglalás korában is létezett, később a Bors-Miskóc nemzetség birtoka volt. 1233-ban említik a falut először, Mali néven. Neve a hegyoldal jelentésű „mál” szóból ered. A 14. században a diósgyőri uradalom része volt. A török időkben és a Rákóczi-szabadságharc alatt többször elnéptelenedett, csak a szatmári béke után népesült be újra.
1783-tól említik Mályi néven.

## Közélete

### Polgármesterei
- 1990–1994: Dr. Zelei Zoltán (független)[3]
- 1994–1998: Dr. Zelei Zoltán (független)[4]
- 1998–2002: Dr. Zelei Zoltán (független)[5]
- 2002–2006: Dr. Zelei Zoltán (független)[6]
- 2006–2010: Dr. Zelei Zoltán (független)[7]
- 2010–2014: Viszokai István (független)[8]
- 2014–2019: Viszokai István (független)[9]
- 2019–2024: Viszokai István (független)[10]
- 2024– : Viszokai István (független)[1]

## Népesség
A település népességének változása:
| Lakosok száma | 4080 | 4020 | 4016 | 4157 | 4195 | 4303 | 4307 |
|               | 2013 | 2014 | 2015 | 2021 | 2022 | 2023 | 2024 |

2001-ben a település lakosságának 99%-a magyar, 1%-a cigány nemzetiségűnek vallja magát.
A 2011-es népszámlálás során a lakosok 85,6%-a magyarnak, 0,5% cigánynak mondta magát (14,3% nem nyilatkozott; a kettős identitások miatt a végösszeg nagyobb lehet 100%-nál). A vallási megoszlás a következő volt: római katolikus 33%, református 15,7%, görögkatolikus 3,7%, evangélikus 0,7%, felekezeten kívüli 17,7% (28,2% nem válaszolt).
2022-ben a lakosság 88,1%-a vallotta magát magyarnak, 0,5% cigánynak, 0,4% németnek, 0,2% ruszinnak, 0,1-0,1% görögnek, románnak és ukránnak, 3,3% egyéb, nem hazai nemzetiségűnek (11,7% nem nyilatkozott; a kettős identitások miatt a végösszeg nagyobb lehet 100%-nál). Vallásuk szerint 23,5% volt római katolikus, 15,9% református, 3,8% görög katolikus, 0,5% egyéb keresztény, 0,5% evangélikus, 12,4% felekezeten kívüli (42,8% nem válaszolt).

## Látnivalók

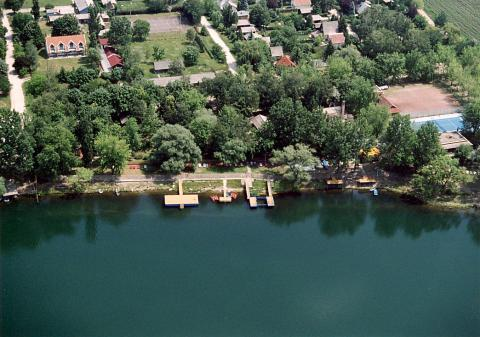
A tó légifotója

- Katolikus templom
- Mályi-tó
- Simay-kúria

## Környező települések
Miskolc (8 km), Kistokaj (3 km), a legközelebbi város: Nyékládháza (~1 km).